# 薛福成墓及坟堂屋
31°26′53″N 120°13′55″E / 31.44819°N 120.23181°E
薛福成墓及坟堂屋，位于中华人民共和国江苏省无锡市滨湖区大浮镇白旄前湾、龙寺生态园景区内，是近代政治人物薛福成之墓、无锡市文物保护单位。

## 历史
1894年7月21日，薛福成在上海去世，之后家属将其葬于大浮镇。1956年，当地修建水库，将墓地罗城拆除。文化大革命期间，墓穴被挖，棺材被拆。现存石构件、堂屋三件。2003年，无锡市人民政府认定其为无锡市文物保护单位，文物保护告示牌刻于内墙。

## 相关
- 薛福成故居建筑群

## 图库

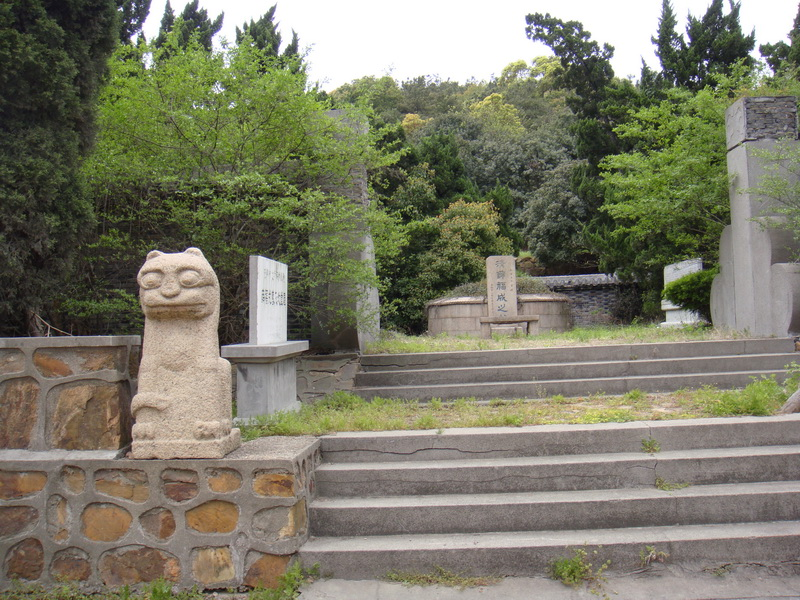
薛福成之墓